# Anton Dietrich (Maler)

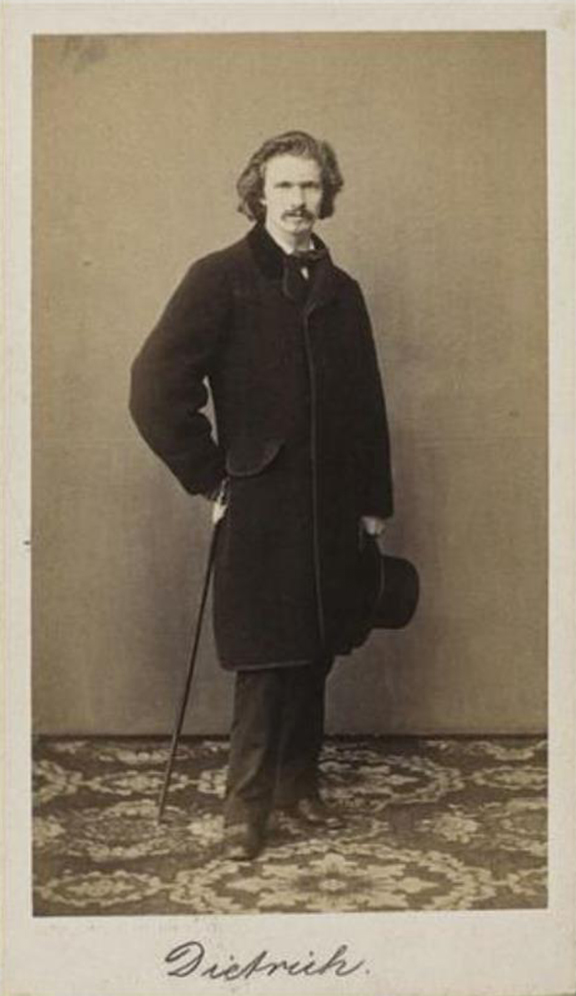
Anton Dietrich, Foto von G. & A. Overbeck, Düsseldorf

Anton Dietrich (* 27. Mai 1833 in Meißen; † 4. August 1904 in Leipzig) war ein deutscher Maler. Sein jüngerer Bruder Franz Dietrich wurde ebenfalls Maler.

## Leben
Mit 14 Jahren kam Dietrich 1847 an die Kunstakademie nach Dresden. Einer seiner Lehrer war der Bildhauer Ernst Julius Hähnel. 1848 konnte er anlässlich einer Ausstellung der Akademie mit einem Bild debütieren. Noch im selben Jahr nahm ihn der Maler Eduard Bendemann als Schüler in sein Atelier auf, wo er ein Selbstbildnis in Öl und die ersten Skizzen zu größeren historischen Kompositionen anfertigte. Unterstützt von diesem, wechselte Dietrich bereits nach kurzer Zeit zusammen mit Leonhard Gey in das Atelier von Julius Schnorr von Carolsfeld. Da Dietrich trotz positiver Kritiken als freischaffender Künstler nicht leben konnte, verdiente er sich seinen Lebensunterhalt als Illustrator für verschiedene Kunsthändler und Verlage.
Carl von Binzer lehrte ihn die Freskotechnik und die Temperamalerei, ließ ihn an Wandgemälden im Gräflich Hohenthalschen Schloss zu Dölkau mitarbeiten und nahm ihn schließlich mit nach Weimar. Hier arbeitete Dietrich überwiegend auf dem Gebiet der monumentalen Wandmalerei, welche fortan ein Schwerpunkt in seinem künstlerischen Schaffen werden sollte. Er wurde für kurze Zeit Meisterschüler bei Julius Schnorr von Carolsfeld in Dresden und gewann mit dem bei diesem gezeichneten Karton Rudolf von Habsburg an der Leiche Ottokars von Böhmen (nach der Schlacht auf dem Marchfeld, 1278), das auf einer Ausstellung prämiert wurde, ein großes Reisestipendium.

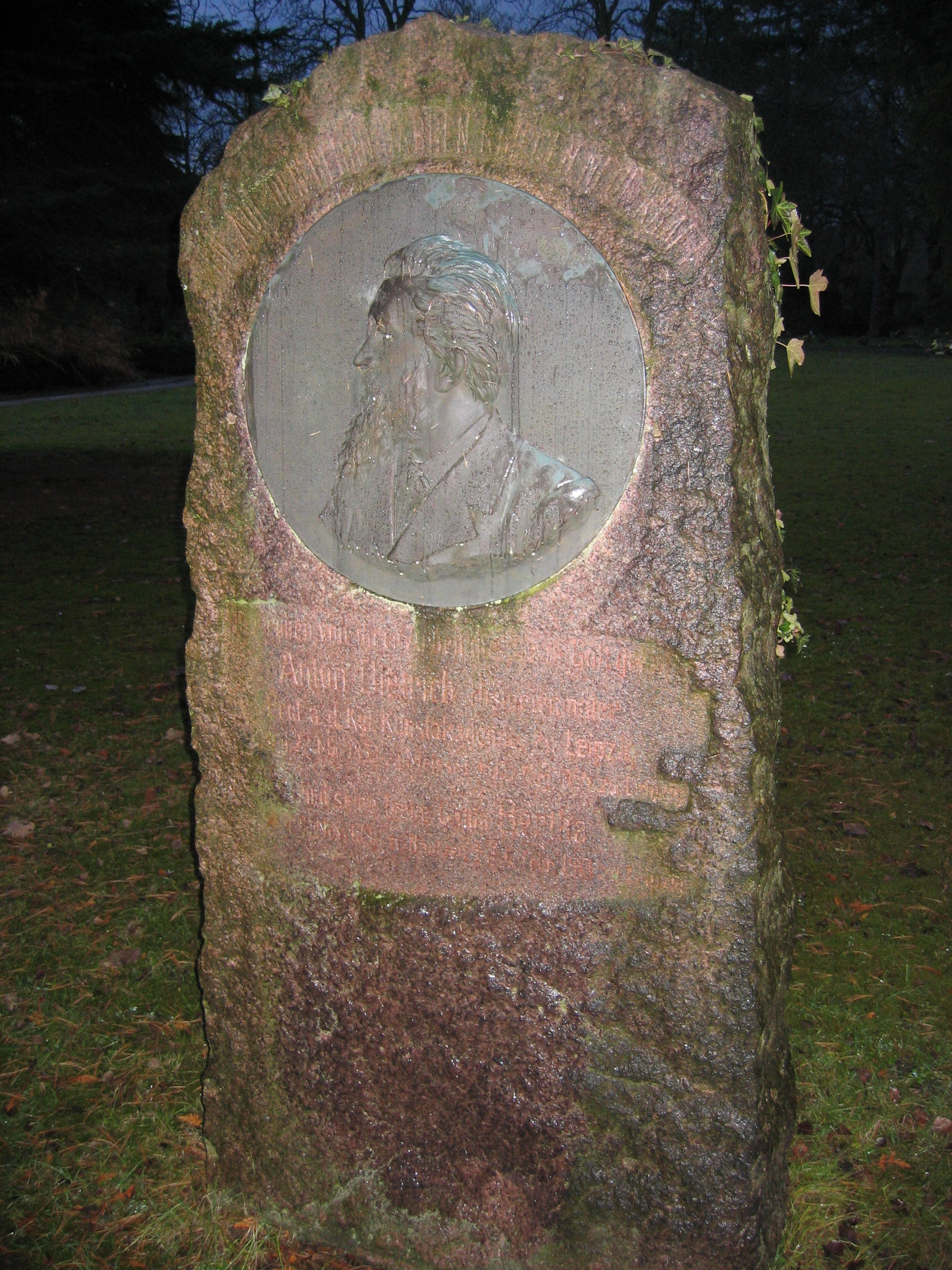
Grabstein Dietrichs mit Reliefbild auf dem Leipziger Südfriedhof

Durch diese großzügige finanzielle Unterstützung wurde Dietrich 1859 bis 1860 ein Studienaufenthalt in Düsseldorf ermöglicht. Von dort aus startete 1861 er zu einer großen Italienreise, welche ihn über Venedig und Rom bis nach Neapel führte. Seine Rückreise unterbrach er für einen mehrwöchigen Aufenthalt in München und kehrte von dort dann 1865 nach Dresden zurück, wo er sich niederließ und ein Atelier gründete, in dem als eines der ersten Werke sein Zyklus über „Otto den Großen“ entstand. Diese Bilder wurden schon bald durch die Fotografie in großen Stückzahlen verbreitet. Er wurde wiederholt für monumentale Arbeiten in öffentlichen Gebäuden in Anspruch genommen.
1868 erhielt Dietrich den Auftrag, die Aula der Kreuzschule zu Dresden mit historischen Fresken auszuschmücken. Es entstanden bis 1873 8 Wandbilder zu den Stadien der geistigen und sittlichen Entwicklung der Menschheit. Im Auftrag der sächsischen Ministerien fertigte er 1878 im Johanneum in Zittau das Fresko Paulus predigt auf dem Areopag in Athen an. Grundlage für dieses Werk war die Apostelgeschichte 17, Vers 22–23. Er stellte zudem Gemälde im Kirchsaal und in der Kapelle der Meißner Albrechtsburg her, die biblische oder lokalgeschichtliche Szenen zeigen. Er gewann den Wettbewerb für die Ausschmückung der Aula des Dresdner Polytechnikums mit Allegorien, die die Taten des Prometheus darstellen.
Dietrich schuf das Giebelbild des 1894 erbauten Gebäude des Sächsischen Finanzministeriums, das 1896 in der Kunstmalerwerkstatt der Firma Villeroy & Boch auf keramisch bemalten Fliesen hergestellt wurde. Es stellt Saxonia umgeben von Künsten und Staatseinnahmen dar. Zudem führte er 12 Gemälde an den Außenseiten des Königlichen Schauspielhauses in Dresden aus. Neben den großen Wandgemälden beschäftigte er sich mit der Herstellung von Tafelbildern, Aquarellen, Kartons zu Glasmalereien, Illustrationen und Altarbildern, unter anderem 1887 für die Katharinenkirche in Buchholz (1945 zerstört) und 1892 für die Dresdner Kreuzkirche.
Dietrich nahm einen Ruf an die Kunstakademie in Leipzig an und verstarb dort im Alter von 71 Jahren am 4. August 1904.
Der Schauspieler und Schriftsteller Fritz Georg Dietrich war sein Sohn. Er hatte noch weitere Kinder. Drei seiner Gemälde wurden 2014 als dreidimensionale Tastmodelle für Blinde oder Sehbehinderte Menschen für die Dauerausstellung in der Albrechtsburg Meißen nachgebildet.

## Werke (Auswahl)
Ausführliche Werkliste:

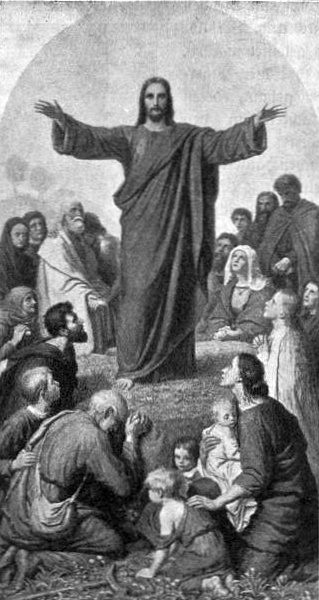
Altargemälde der Trinitatiskirche

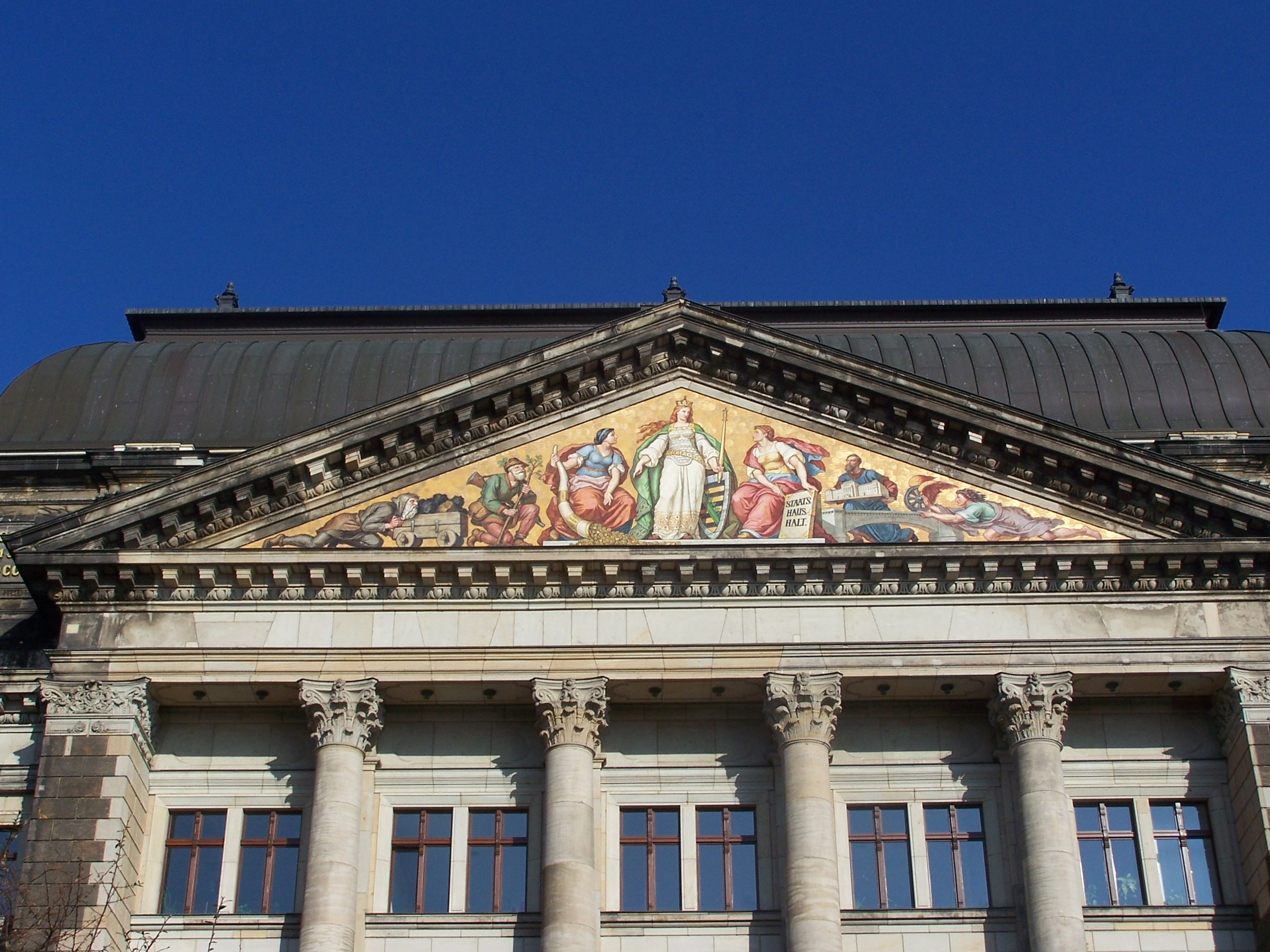
Giebelbild am Sächsischen Finanzministerium

- Rudolf von Habsburg an der Leiche Ottokars von Böhmen
- Faust bei Gretchen im Kerker
- Otto der Große (Bilderzyklus)
- Paulus predigt auf dem Areopag in Athen (Fresko, Gymnasium, Zittau)[6]
- Altargemälde Kreuzigung Christi in der Kreuzkirche in Dresden
- Altargemälde Christus, die Bergpredigt haltend in der zerstörten Trinitatiskirche in Dresden
- Heinrich I. gründet im Jahre 929 die Burg Meißen, (Fresco, Albrechtsburg, Meißen)
- Kirchsaal und Kapelle der Meißner Albrechtsburg[6]
- Acht Wandbilder in der Aula des Kreuzgymnasiums (1868–1873)[6]
- Ausmalung der Aula des Dresdner Polytechnikums[6]
- Zwölf Gemälde an den Außenseiten des Schauspielhauses[6]
- Entwurf zum Wandfliesengemälde am Finanzministerium Dresden (1874)[6]